# Navadni klop
Navádni oz. gózdni klòp (znanstveno ime Ixodes ricinus) je razširjen predstavnik klopov. Postane lahko zelo neprijeten gost ljudi in živali, ki se veliko gibljejo v gozdovih. Iz jajčec, ki jih izvalijo v razkrajajoče listje in podrast, se razvijejo in izležejo ličinke. Ličinke se s tal razlezejo na razne rastline, kjer čakajo na primerne žrtve. Ličinke imajo le tri pare nog s krempeljci na koncih. S temi krempeljci se oprimejo kože gozdnih živali ali človeka in jim s posebnim sesalom pijejo kri. Kadar si ne morejo najti za gostitelja sesalca, se zadovoljijo tudi s krvjo kuščarja. Potem ko se dobro napijejo krvi, odpadejo, se levijo in dobijo četrti par okončin. Zdaj poiščejo novo žrtev, se zopet levijo in zrastejo v odraslega klopa. Sedaj si mora poiskati še tretjega gostitelja, na katerem samico mnogo manjši samec oplodi. Oplojena samica se spusti na tla in čez 8 do 14 dni prične leči jajca. Jajca leže cel mesec, tako izleže okoli 800 jajčec, nato pa pogine.

## Nevarnosti za zdravje od ugriza klopa
Za človeka je ugriz klopa lahko zelo nevaren, saj je navadni klop dokazano prenašalec več hudih bolezni. Posebno nevaren je klopni meningoencefalitis, ki ga raznašajo prav navadni klopi, in borelioza, kateri so izpostavljeni zlasti gozdni delavci. Meningitisov je veliko vrst, vendar preboletev kakšnega neklopnega meningitisa še ne pomeni, da smo potem imuni tudi na klopni meningitis.